# Rudolf Skácel
Rudolf Skácel (tschechisch: [ˈskaːtsɛl]; geboren am 17. Juli 1979 in Trutnov, auch Rudi Skácel genannt) ist ein ehemaliger tschechischer Profifußballer, der im offensiven Mittelfeld spielte. Er wurde in die Tschechische Fußballnationalmannschaft berufen. Regulär wurde er als linker Mittelfeldspieler eingesetzt, erwies sich aber als vielseitig, denn beim FC Southampton wurde er als zentraler offensiver Mittelfeldspieler und linker Außenverteidiger eingesetzt.
Skácel begann seine Karriere beim FC Hradec Králové, bevor er in die Erste tschechische Fußballliga Slavia Prag wechselte, wo er die Aufmerksamkeit des französischen Spitzenvereins Olympique Marseille auf sich zog. Während seiner Zeit dort konnte er sich jedoch nicht in der ersten Mannschaft etablieren und wurde an Panathinaikos Athen und Heart of Midlothian ausgeliehen. Während der letztgenannten Leihe wurde er zum Fanliebling und erzielte im schottischen Pokalfinale 2006 ein Tor beim Sieg von Heart of Midlothian. Anschließend wechselte er zum FC Southampton, wo er drei Jahre lang spielte, darunter ein sechsmonatiges Leihgeschäft mit Hertha BSC, bevor er entlassen wurde. Es folgten eine kurze Rückkehr zu Slavia Prag und eine kurze Zeit bei AE Larisa, bevor er zu Heart of Midlothian zurückkehrte. Seine zweite Zeit beim Verein aus Edinburgh erwies sich als ebenso erfolgreich, da er beide Spielzeiten als bester Torschütze des Klubs beendete und im schottischen Pokalfinale 2012 gegen den größten Rivalen Hibernian Edinburgh auf dem Weg zum erneuten Pokalsieg zwei Tore erzielte.
Er wurde in unregelmäßigen Abständen in die tschechische Nationalmannschaft einberufen, für die er in sieben Jahren sieben Länderspiele absolvierte.

## Vereinskarriere

### Karrierebeginn in Tschechien
Rudolf Skácel wurde in Trutnov geboren und begann seine Karriere beim tschechischen Verein FC Hradec Králové, wo er 1999 sein Debüt in der ersten Mannschaft gab und seinem Team zum Wiederaufstieg in die Erste tschechische Fußballliga verhalf. Im Februar 2002 wurde er für 14 Millionen tschechische Kronen von Slavia Prag unter Vertrag genommen. Im Mai 2002 gewann er mit Slavia Prag den Tschechischen Fußballpokal, während er im Finale den starken Rivalen Sparta Prag schlug. Außerdem gewann er für Tschechien die U-21-Fußball-Europameisterschaft.
Seine Leistungen im UEFA-Pokal und in der Ersten tschechischen Fußballliga in der Saison 2002/03 fielen dem Manager des französischen Vereins Olympique Marseille, Alain Perrin, auf.

### Olympique Marseille
Im August 2003 schloss Olympique Marseille mit Skácel einen Vertrag, um ihn für 2,5 Millionen Euro zu verpflichten. Sein Debüt gab er am 13. September 2003, als er beim 5:0-Sieg gegen den Le Mans FC im Stade Vélodrome das Spiel über die volle Länge bestritt. Sein erstes und einziges Tor für Olympique Marseille erzielte er beim 3:1-Heimsieg gegen den SC Bastia am 5. Oktober 2003.
Nach seiner ersten Saison in Marseille fiel Skácel in Ungnade, nachdem Alain Perrin entlassen worden war. Daraufhin wurde Skácel mit der Option auf einen dauerhaften Vertrag an den griechischen Verein Panathinaikos Athen ausgeliehen. Bei seinem Debüt erzielte er zwei Treffer beim 3:2-Pokalsieg gegen P.O. Atsaleniou. Für Panathinaikos Athen spielte Skácel zum ersten Mal in seiner Karriere in der UEFA Champions League. Er kam in fünf der sechs Gruppenspiele zum Einsatz und erzielte beim 2:2-Auswärtsremis gegen Rosenborg Trondheim einen Treffer, als der griechische Verein in der Gruppe E den dritten Platz belegte und sich damit einen Platz im UEFA-Pokal sicherte. Während seiner Zeit bei Panathinaikos Athen erzielte er in allen Wettbewerben fünf Tore.

### Heart of Midlothian
Nachdem Panathinaikos Athen seine Kaufoption für Skácel nicht wahrgenommen hatte, unterbreitete der Manager von Heart of Midlothian, George Burley, ein Angebot, ihn für eine Saison von Olympique Marseille auszuleihen. Im Juli 2005 wurde der Leihvertrag mit der Option auf einen unbefristeten Vertrag mit Skácel abgeschlossen.
Zu Beginn der Saison 2005/06 gewann Heart of Midlothian die ersten sieben Ligaspiele, wobei Skácel in jedem dieser Spiele ein Tor erzielte und damit einen Rekord in der Scottish Premier League aufstellte. Skácels Heimdebüt war ein 4:0-Sieg gegen den Stadtrivalen Hibernian Edinburgh im Tynecastle Park, bei dem er den Torreigen eröffnete. Dies sollte für die Fans von Heart of Midlothian ein gewohnter Anblick werden, denn Skácel erzielte im Laufe der Saison 16 Tore und schoss auch das Tor im Finale des Scottish FA Cup gegen den FC Gretna. Damit wurde er in die engere Auswahl für Schottlands Fußballer des Jahres aufgenommen, konnte aber gegen den Flügelspieler Shaun Maloney von Celtic Glasgow nicht bestehen.
Obwohl der Verein bekannt gab, dass Skácel einen unbefristeten Vertrag unterschrieben hatte, deuteten Skácels Jubel und seine Kommentare nach dem Pokalfinale darauf hin, dass er sein letztes Spiel für den Verein bestritten hatte. Am 3. Juli 2006 wurde bekannt, dass Skácel und Andy Webster nicht mit der Mannschaft zum Vorsaisontraining erschienen waren, was Gerüchte über Skácels Abgang aufkommen ließ.

### FC Southampton und Hertha BSC
Am 29. Juli 2006 wechselte Skácel für 1,6 Millionen Pfund an den Verein FC Southampton und schloss sich erneut dem ehemaligen Heart-of-Midlothian-Trainer George Burley an. Obwohl Skácel im Mittelfeld spielt, musste er nach dem Wechsel von Gareth Bale zu Tottenham Hotspur im Mai 2007 die meisten Spiele auf der linken Abwehrseite bestreiten. Beim 3:2-Sieg gegen West Bromwich Albion am 6. Oktober 2007 traf er aus 25 Metern.
Am 31. Januar 2008 wechselte Skácel auf Leihbasis bis zum Ende der Saison zu Hertha BSC. Skácel hatte um diesen Wechsel gebeten, um seine Chancen zu erhöhen, sein Land auf internationaler Ebene zu vertreten. Skácel schaffte es aufgrund der Verletzung von Daniel Pudil in den Kader für die Fußball-Europameisterschaft 2008, wurde aber in allen drei Spielen, in denen die Tschechen in der Gruppenphase ausschieden, nicht eingesetzt.
Zu Beginn der Saison 2008/09 kehrte Skácel zum FC Southampton zurück. Er wurde am 2. Mai 2009 aus seinem Vertrag entlassen, nachdem der Verein in die EFL League One abgestiegen war.

### Rückkehr zu Slavia Prag
Skácel kehrte im Oktober 2009 zu seinem ehemaligen Verein Slavia Prag zurück, sechs Jahre nachdem er zu Olympique Marseille gewechselt war. Sein erstes Spiel seit seiner Rückkehr bestritt er bei der 1:2-Niederlage gegen den SK Sigma Olmütz in der Synot Tip Arena. Sein fünftes und letztes Spiel in seiner zweiten Zeit bei Slavia Prag bestritt er am 29. November 2009, als er beim 3:1-Sieg gegen den FC Zbrojovka Brünn einen Hattrick erzielte.

### AE Larisa
Im Januar 2010 unterschrieb Skácel bei AE Larisa einen Vertrag bis Juni 2010 mit der Option auf ein weiteres Jahr.

### Rückkehr zu Heart of Midlothian

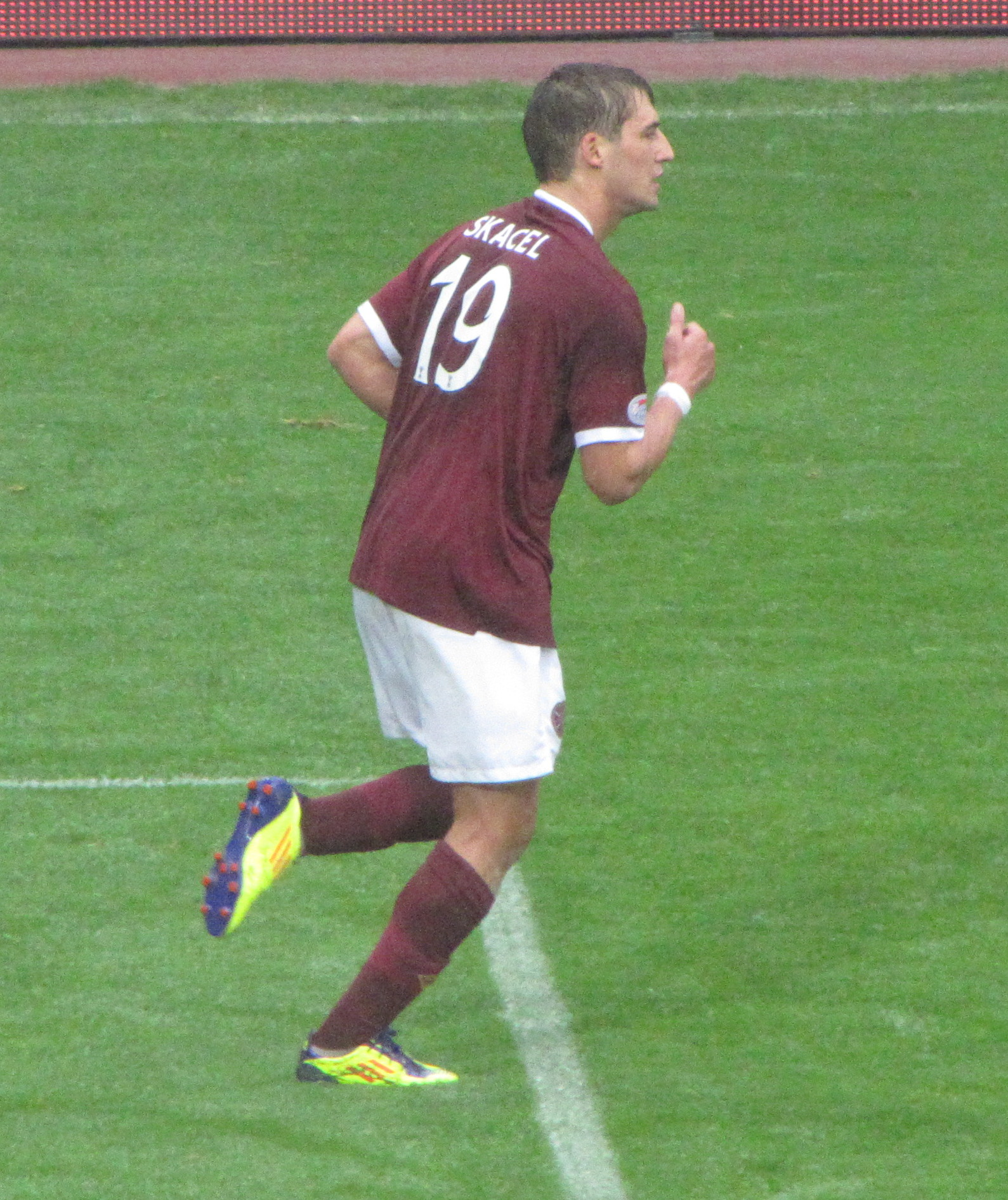
Rudolf Skácel für Heart of Midlothian gegen Celtic Glasgow (2011)

Am 16. September 2010 kehrte Skácel mit einem Einjahresvertrag zu Heart of Midlothian zurück. Bei seinem Heimdebüt in seiner zweiten Amtszeit erzielte er gegen die Glasgow Rangers ein Tor.
Am 23. Oktober 2010 erzielte er beim 3:0-Sieg von Heart of Midlothian gegen den FC St. Mirren einen Hattrick. Am 20. November 2010 setzte Skácel seine hervorragende Form mit einem 30-Meter-Volleyschuss in der 32. Minute gegen Hamilton Academical fort. Heart of Midlothian gewann das Spiel mit 2:0. Am 11. Dezember 2010 war er maßgeblich am höchsten Saisonsieg von Heart of Midlothian beteiligt, als er beim 5:0 gegen den FC Aberdeen im Tynecastle Park zwei Treffer erzielte. Am 19. März 2011 erzielte Skácel beim dramatischen 3:2-Sieg gegen den FC St. Mirren seine Saisontore 10 und 11, wobei der elfte Treffer erst kurz vor Abpfiff in der 93. Minute fiel. Skácel beendete die Saison 2010/11 als bester Torschütze von Heart of Midlothian mit 13 Treffern.
Obwohl er zur Vorbereitung der Saison 2011/12 in den Kader von Heart of Midlothian aufgenommen wurde, konnte Skácel aufgrund einer Verletzung nur eingeschränkt mitwirken. Am 4. August gab Heart of Midlothian bekannt, dass Skácel einen neuen Vertrag bis zum 31. Januar 2012 im Tynecastle Park unterschrieben hat. Am selben Tag kam Skácel in seinem zweiten Spiel der Saison und seinem ersten Einsatz seit der Vertragsunterzeichnung von der Bank und erzielte im Rückspiel der dritten Qualifikationsrunde der UEFA Europa League gegen den ungarischen Paksi FC sein erstes Saisontor beim 4:1-Sieg, der Paulo Sérgio einen erfolgreichen Start als Trainer bescherte. Skácel kam in den ersten sechs Spielen der Saison als Einwechselspieler zum Einsatz, da er nach einer kurzen Pause in der Vorsaison erst allmählich wieder fit wurde. Sein erstes Spiel in der Scottish Premier League 2011/12 bestritt er am 2. Oktober 2011, als er beim 2:0-Heimsieg gegen Celtic Glasgow den Torreigen eröffnete. Auch im darauffolgenden Spiel stand er in der Startformation und erzielte beim 2:0-Sieg gegen Dunfermline Athletic im East End Park ein weiteres Tor. Am 2. Januar 2012, im letzten Monat seines Vertrags, begann er das neue Jahr mit einem Tor, als er beim 3:1-Sieg von Heart of Midlothian gegen Hibernian Edinburgh im Easter Road in Edinburgh im Neujahrs-Derby den dritten Treffer erzielte. Mit seinem zweiten Hattrick für Heart of Midlothian gegen den FC St. Mirren am 14. Januar im Tynecastle Park setzte er seinen beeindruckenden Start ins Jahr 2012 fort. Nach dem Platzverweis von Marius Žaliūkas geriet Heart of Midlothian mit 1:2 in Rückstand, doch Skácels Hattrick beflügelte die zehnköpfige Mannschaft zu einem unglaublichen 5:2-Sieg. Nach dem Spiel äußerte Skácel den Wunsch, seinen Vertrag zu verlängern und den Rest der Saison bei Heart of Midlothian zu verbringen. Am 31. Januar 2012 wurde der Vertrag bis zum Saisonende unterschrieben. Sein 100. Pflichtspiel für Heart of Midlothian bestritt er am 18. April 2012 beim 2:0-Sieg im Edinburgh-Derby. Im schottischen Pokal setzte er seine beeindruckende Torjägerbilanz gegen den FC St. Mirren fort und traf im Viertelfinale beim 2:2-Unentschieden in Tynecastle sowie beim 2:0-Sieg im St. Mirren Park im anschließenden Wiederholungsspiel. Auch beim Halbfinalsieg gegen Celtic Glasgow im Hampden Park, als Heart of Midlothian ins Finale einzog, erzielte er den Führungstreffer. Er schoss das zweite und fünfte Tor und wurde zum Man of the Match gewählt, als Heart of Midlothian in einem historischen Finale den Rivalen Hibernian Edinburgh mit 5:1 besiegten. Damit erzielte er in diesem Wettbewerb fünf Tore in nur sieben Spielen und 18 Tore in allen Wettbewerben dieser Saison, seine beste Bilanz in seinen drei Spielzeiten bei Heart of Midlothian. Nach dem Spiel sagte er, dass das Finale wahrscheinlich sein letztes Spiel für Heart of Midlothian sein würde und dass es „die beste Art und Weise sei, mich mit dem Pokal in den Händen zu verabschieden“, was bedeutet, dass er wieder einmal nach einem schottischen Pokaltriumph gehen würde.
Am 9. Oktober 2012 gab Heart of Midlothian bekannt, dass Skácel wieder mit dem Verein trainieren würde, eine dauerhafte Rückkehr wurde jedoch durch eine Transfersperre unmöglich gemacht, die dem Verein von der Scottish Premier League wegen wiederholter verspäteter Gehaltszahlungen für Spieler und Personal auferlegt worden war.

### Dundee United
Skácel schloss sich Dundee United am 26. Oktober 2012 an und erhielt einen Vertrag bis zum 30. Januar 2013. Er löste sofort eine Kontroverse aus, als er, wie er zuvor auf seinem Twitter-Account angedeutet hatte, bei seinem neuen Verein das Trikot mit der Nummer 51 wählte, in Anspielung auf den Sieg von Heart of Midlothian über den Rivalen Hibernian Edinburgh im schottischen Pokalfinale. Manager Peter Houston entschuldigte sich bei den Fans von Hibernian Edinburgh mit der Begründung, er sei sich der Bedeutung der Nummer nicht bewusst gewesen und hätte Skácel nicht erlaubt, die 51 zu tragen, wenn er die Gründe für seine Wahl gekannt hätte. Skácel gab sein Debüt einen Tag nach seiner Unterschrift als Einwechselspieler in der zweiten Halbzeit beim 1:0-Sieg gegen den FC St. Mirren im St. Mirren Park. Vier Tage später, am 31. Oktober, traf er im Viertelfinale des schottischen Ligapokals im Tannadice Park auf seinen ehemaligen Verein Heart of Midlothian und wurde von den mitgereisten Anhängern begeistert empfangen, als er in der Verlängerung eingewechselt wurde und Dundee United am Ende mit 5:4 im Elfmeterschießen unterlag. In seinen ersten sieben Einsätzen für Dundee United wurde er eingewechselt, bevor er am 27. November 2012 bei der 1:2-Heimniederlage gegen den FC Motherwell in der Liga erstmals in der Startelf stand. Dieses Spiel war zugleich sein 100. Einsatz in der Scottish Premier League. Sein erstes Tor für Dundee United erzielte er am 15. Dezember 2012 beim spannenden 4:4-Unentschieden in der Liga gegen Inverness Caledonian Thistle im Tannadice Park. Insgesamt kam er in 16 Spielen für Dundee United zum Einsatz und erzielte ein Tor, wobei er hauptsächlich in der zweiten Halbzeit eingewechselt wurde und bei zehn seiner Einsätze auf der Bank blieb.
Am 25. Januar 2013 bestätigte Dundee United, dass sie Skácels Vertrag nicht über den Januar hinaus verlängern würden. Skácel verließ den Verein, als sein Vertrag am 30. Januar auslief.

### Zweite Rückkehr zu Slavia Prag
Am 6. März 2013 gab Slavia Prag bekannt, dass Skácel ein zweites Mal in die Mannschaft zurückkehrt und einen Vertrag bis zum Ende der Saison unterschrieben hat, während der Verein gegen den Abstieg kämpft. Sein erstes Spiel bestritt er am 16. März 2013 beim 3:1-Ligasieg gegen Slovan Liberec im Stadion Eden, wo er von den heimischen Fans herzlich empfangen wurde, als er in der 69. Minute eingewechselt wurde. Er ersetzte Kapitän Karol Kisel und trug für den Rest des Spiels die Kapitänsbinde.
Er verließ die Mannschaft nach Ablauf seines Vertrags am Ende der Saison, nachdem er insgesamt fünf Mal zum Einsatz gekommen war.

### Weitere Positionen seiner Karriere
Im Januar 2014 wurde Skácel mit einem Wechsel zum schottischen Erstligisten Alloa Athletic in Verbindung gebracht, wo der ehemalige Teamkollege von Heart of Midlothian Paul Hartley Manager war. Das zaghafte Interesse von Alloa Athletic wurde jedoch nicht weiter verfolgt, und Tage später wurde bekannt, dass Skácel erneut mit Heart of Midlothian trainierte, um für den von der Insolvenz betroffenen Verein zu unterschreiben, falls die Scottish Professional Football League es zulassen sollte, dass im Sommer entlassene Spieler trotz der Transfersperre des Vereins ersetzt werden. Heart of Midlothian löste den Vertrag von Torwarttrainer Alan Combe auf, um Platz für Skácel zu schaffen, doch die SPFL lehnte den Wechsel mit der Begründung ab, dass es nicht machbar sei, einen 39-jährigen Torwarttrainer durch einen Mittelfeldspieler zu ersetzen. Skácel äußerte seine bittere Enttäuschung über die Ablehnung und erklärte, dass die Entscheidung ihn unmotiviert gemacht habe und er an einen Rücktritt denke.

### Raith Rovers
Nach einem Aufenthalt in seiner tschechischen Heimat wurde Skácel mit einer Rückkehr nach Schottland betraut, nachdem Manager Gary Locke der Raith Rovers sein Interesse an dem ehemaligen tschechischen Nationalspieler bekundet hatte. Am 21. Juli 2016 unterschrieb Skácel beim Verein in der Scottish Championship.

### 1. FK Příbram
Nach seiner Entlassung bei den Raith Rovers kehrte Skácel nach Tschechien zurück und unterschrieb beim 1. FK Příbram in der 2. tschechischen Fußballliga. In seiner ersten Saison mit dem 1. FK Příbram verhalf er dem Verein zum Aufstieg in die Erste tschechische Fußballliga. In seiner letzten Spielzeit kam Skácel auf 16 Einsätze und erzielte ein Tor, womit der 1. FK Příbram dem Abstieg entging.
Skácel trat nach dem Sieg des 1. FK Příbram im Abstiegsplayoff gegen den FC Zbrojovka Brünn am 2. Juni 2019 zurück.

## Internationale Karriere
Skácel gab sein Debüt in der tschechischen U-21-Fußballnationalmannschaft am 5. Oktober 2001 in Teplice gegen Bulgarien und erzielte beim 8:0-Sieg das dritte Tor. Bei der U-21-Fußball-Europameisterschaft 2002 in der Schweiz gehörte er zusammen mit seinem späteren Teamkollegen von Heart of Midlothian, Michal Pospíšil zum U-21-Kader Tschechiens. Beide Spieler trafen im Elfmeterschießen, als die Tschechen im Finale gegen Frankreich siegten.
Sein Debüt in der tschechischen Nationalmannschaft gab Skácel am 12. November 2003 gegen Kanada. Er wurde nach 73 Minuten für Jan Koller eingewechselt und erzielte acht Minuten später den Treffer zum 5:1-Sieg. Bei der Fußball-Europameisterschaft 2008 wurde er als Ersatz für den verletzten Daniel Pudil in den tschechischen Kader berufen, kam aber nicht über die Ersatzbank hinaus, als die Tschechen in der Gruppenphase ausschieden. Skácel absolvierte sieben Länderspiele für sein Land und erzielte dabei ein Tor.